# Peleteria lateralis
Peleteria lateralis är en tvåvingeart som först beskrevs av Robineau-desvoidy 1863.  Peleteria lateralis ingår i släktet Peleteria och familjen parasitflugor. Inga underarter finns listade i Catalogue of Life.